# Одед Ґолдрейх
Одед Ґолдрейх (івр. עודד גולדרייך; народився у 1957 році) — ізраїльський науковець професор у галузі комп'ютерних наук на факультеті математики та інформатики в Науково-дослідному інституті імені Вейцмана в Ізраїлі.

## Наукова діяльність
Його наукові інтереси: теорії обчислень, зокрема, у взаємодії випадковості та обчислень, основ криптографії, а також теорії складності обчислень. Він нагороджений премією Кнута в 2017 році.
Одед Ґолдрейх сприяє розвитку псевдовипадкової послідовності,, нульових доказів знань,, оцінки безпечної функції, тестування властивостей, інших напрямів у криптографії та теорії складності обчислень.

## Наукові праці
Одед Ґолдрейх також є автором декількох книг, у тому числі: «Основи криптографії», що побачила світ у двох томах (перший том у 2001 році, а другий том у 2004 році), «Обчислювальна складність: концептуальна перспектива» (2008) та «Сучасна криптографія», «Ймовірнісні докази» та «Псевдовипадковість» (1998).

## Родина
Він одружений з Даною Рон, науковицею в сфері комп'ютерних наук в Університеті Тель-Авіва, і співпрацював з нею з вивчення алгоритмів апроксимації.